# Good Goodbye
"Good Goodbye" là một đĩa đơn quảng bá của ban nhạc rock Mỹ Linkin Park, với sự hợp tác của các ca sĩ khách mời là rapper người Mỹ Pusha T và rapper người Anh Stormzy. Bài hát là một đĩa đơn quảng bá từ album phòng thu thứ 7 của họ, One More Light. Bài hát được chắp bút bởi các thành viên Linkin Park, với Pusha T và Stormzy tự sáng tác khổ hát của họ. Bài hát đã được phát hành để tải xuống vào ngày 13 tháng 4 năm 2017.

## Hoàn cảnh
Theo Mike Shinoda, bài hát được nghĩ đến từ rất sớm trong quá trình tạo ra album. Ông đã nghĩ ra phần hook và ca khúc trong 1 ngày khi làm việc cùng với Jesse Shatkin. Mike ban đầu có 2 khổ trong bài hát và muốn thêm một đoạn nhạc điện tử vào phần bridge, nhưng ông nghe thấy không hay và nghĩ rằng khổ thứ 3 do ông đọc rap sẽ quá nhiều, vì vậy họ bắt đầu nghĩ xem họ có thể đưa ai khác vào ca khúc cho phần rap. Rốt cuộc họ là Pusha T (người đã từng góp mặt trong bản phối lại "I'll Be Gone" của DJ Vice) và Stormzy.
Giải thích về quá trình hợp tác cùng Stormzy như thế nào, Shinoda nói:
| “ | Quản lý của chúng tôi gặp quản lý của Stormzy, và đề cập rằng chúng tôi có vài ca khúc mà nếu Stormzy góp mặt thì anh ấy sẽ hát rất đỉnh. Anh ấy đồng ý ở ngay phút cuối cùng, cũng dễ hiểu, vì anh ấy [đang bận] tạo ra đĩa nhạc lớn nhất từ trước đến nay. | ” |

Theo lời Chester Bennington, Stormzy đã ở trong tầm nhắm của ban nhạc được một thời gian.

## Video âm nhạc
Một video lời bài hát của "Good Goodbye" do Rafatoon làm đạo diễn đã được phát hành vào ngày 13 tháng 4 năm 2017, trên kênh YouTube chính thức của Linkin Park.  Trong một cuộc trò chuyện trên Facebook vào ngày 2 tháng 4 năm 2017, Mike Shinoda thông báo rằng Linkin Park đang thực hiện một video mới cho một bài hát mới, và nó thì "không quá ngớ ngẩn, mà cũng không nghiêm túc lắm", bình luận rằng đó là một sự thay đổi hướng đi của ban nhạc. Sau đó, video âm nhạc cho bài hát được tiết lộ là "Good Goodbye". Video đã được quay ở Los Angeles hơn một ngày, và Stormzy, người góp mặt trong ca khúc, đã đáp chuyến bay để tham gia.
MV chính thức sau đó đã được ban nhạc phát hành trên YouTube vào ngày 5/5/2017. Với sự góp mặt của huyền thoại NBA và cựu cầu thủ bóng rổ Kareem Abdul-Jabbar, video có hình ảnh lấy cảm hứng từ trò chơi điện tử, trong đó có Chester, người phải ghi điểm trong một cuộc thi ném bóng rổ để cứu mạng mình, trong khi Abdul-Jabbar đóng vai trò giám khảo tính điểm. Video xen kẽ với cảnh Bennington, Shinoda, Pusha T và Stormzy trình diễn các khổ hát của họ.
Nhận xét về video cho Billboard trong một tập của podcast Ballin 'Out, Bennington đã nói, "Để phù hợp với chủ đề bóng rổ, video chúng tôi quay [cho 'Good Goodbye'] có sự xuất hiện của, theo ý kiến của tôi, cầu thủ vĩ đại nhất của mọi thời đại cũng là vua của một cuộc thi dunk cho tới chết mà trong đó tôi phải thi đấu hết vòng này đến vòng khác để cứu mạng mình. Tôi nghĩ chúng tôi nổi tiếng với những thứ nghiêm túc hơn nhưng đây là một sự phân tâm thú vị khỏi việc lúc nào cũng phải nghiêm túc như vậy." Tính đến ngày 15 tháng 4 năm 2020, video âm nhạc đã có 52 triệu lượt xem.

## Nhân sự
Linkin Park
- Chester Bennington - hát, hát bè
- Rob Bourdon - trống, hát bè, bộ gõ
- Brad Delson - guitar, hát bè
- Dave "Phoenix" Farrell - guitar bass, hát bè
- Joe Hahn ("Mr. Hahn") - sampling, hát bè, lập trình
- Mike Shinoda - hát rap, đàn organ, hát bè

Nhạc sĩ khách mời
- Pusha T - hát
- Stormzy - hát

Sản xuất
- Sáng tác - Brad Delson, Mike Shinoda, Jesse Shatkin, Terrance Thornton và Michael Omari
- Sản xuất giọng hát - Andrew Bolooki
- Sản xuất bổ sung - Jesse Shatkin

Ghi chú
- ^a  Biểu thị một nhà sản xuất giọng hát
- Danh đề từ trang web phát trực tuyến.[15]

## Xếp hạng
| Bảng xếp hạng (2017)                   | Vị trí cao nhất |
| -------------------------------------- | --------------- |
| Áo (Ö3 Austria Top 40)                 | 69              |
| Cộng hòa Séc (Rádio Top 100)           | 15              |
| Cộng hòa Séc (Singles Digitál Top 100) | 19              |
| France (SNEP)                          | 173             |
| Đức (GfK)                              | 65              |
| New Zealand Heatseekers (RMNZ)         | 6               |
| Bồ Đào Nha (AFP)                       | 70              |
| Thụy Sĩ (Schweizer Hitparade)          | 49              |
| Hoa Kỳ Hot Rock Songs (Billboard)      | 15              |